# Serra da Agrela
A Serra da Agrela é uma serra portuguesa que se distribui por parte do limite este do concelho de Santo Tirso e parte do limite oeste do concelho de Paços de Ferreira e de Lousada ambos no Distrito do Porto. Atinge a altitude máxima de 532 metros no “Alto de São Jorge”, concretamente no vértice geodésico do "Pilar", situado na freguesia de Refojos, no concelho de Santo Tirso.
O Rio Leça tem aqui a sua nascente.